# Rajah (Disney)
Rajah est un personnage de fiction qui est apparu pour la première fois dans le long métrage d'animation Aladdin. Le personnage apparaît dans les suites du film sorties directement en vidéo : Le Retour de Jafar (1994) et Aladdin et le Roi des voleurs (1996), ainsi qu'une série télévisée, Aladdin (1994-95) et des bandes-dessinées.

## Description
Rajah est le tigre de Jasmine. Il se méfie toujours des prétendants de Jasmine. Il est très câlin mais hargneux quand on s'en prend à sa maîtresse.

## Interprètes
- Voix originale : Frank Welker

## Caractéristiques particulières
- Frank Welker assura la voix de Rajah durant les trois films et dans toutes les langues.